# 亀山西ジャンクション

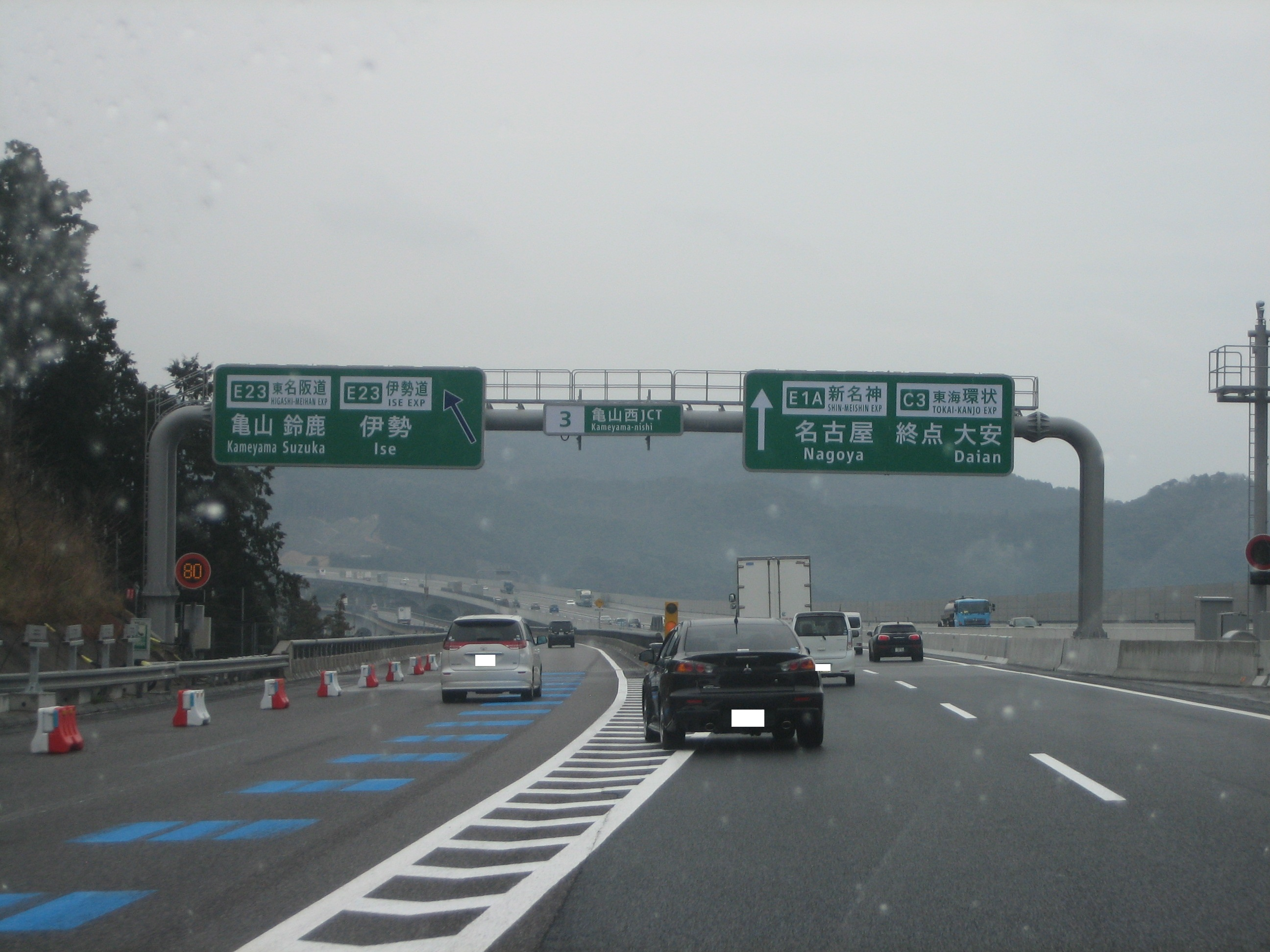
新名神大津方面からの分岐

亀山西ジャンクション（かめやまにしジャンクション）は、三重県亀山市にある新名神高速道路と新名神高速道路（亀山連絡路）を接続するジャンクションである。

## 概要
当初は、亀山連絡路⇔本線・大阪方面の相互間だけ利用可能なハーフJCTとして計画されていたが、三重県や沿線自治体等は国土交通省に対して当JCTのフル化を要望していたため、亀山連絡路⇔本線・名古屋方面の相互間も利用可能なフルJCTに変更された。
E27.8 KP（池山高架橋付近）に設置されているが、三方を山に囲まれている関係上、亀山連絡路⇔本線・名古屋方面のランプを合流点付近に追加することが物理的に難しかったことから、合流点から下り（大阪）方向にある錐ヶ瀧橋に沿って、下り線から錐ヶ瀧橋をくぐり上り線へUターンするランプ橋（名古屋・伊勢ランプウェイ）を付加した構造になっている。全国的にも珍しいループ状の構造であり、かつ名古屋・伊勢ランプウェイから新名神（上り線）本線に合流後、必要に応じて名古屋方面・伊勢方面への車線変更が必要なことから、進路を間違えると元々来た方向へ戻ってしまう。
この名古屋・伊勢ランプウェイは、既設の上部工と新設橋脚との剛結化や、既存のコンクリート製の橋梁に鋼製の橋梁を接続するなど、技術的に非常に難易度の高い工事となっていたことから、2019年3月17日の新四日市JCT - 亀山西JCT間の開通時には供用されず、同年12月21日に供用開始された。

## 歴史
- 2008年（平成20年）2月23日：亀山JCT - 草津田上IC間開通に伴い、供用開始[7]。
- 2018年（平成30年）11月21日：JCT名称が「亀山西JCT」で正式決定[8]。
- 2019年（平成31年）3月17日 : 新四日市JCT - 亀山西JCT間開通[9]。
- 2019年（令和元年）12月21日 : 新四日市JCT方面と亀山連絡路・亀山JCT方面を接続するランプが開通[10]。

## 接続する道路
- E1A 新名神高速道路
- E1A 新名神高速道路（亀山連絡路）

## 隣
E1A 新名神高速道路
(2) 菰野IC - (2-1) 鈴鹿PA/SIC - (3) 亀山西JCT - 土山SA/BS - (4) 甲賀土山IC
E1A 新名神高速道路（亀山連絡路）
(32-1) 亀山JCT - (3) 亀山西JCT